# Tsutomu Sonobe
Tsutomu Sonobe (jap. 園部 勉 Sonobe Tsutomu; ur. 29 marca 1958) – japoński piłkarz, reprezentant kraju.

## Kariera klubowa
Od 1976 do 1989 roku występował w klubie Fujita Industries.

## Kariera reprezentacyjna
W reprezentacji Japonii zadebiutował w 1978. W reprezentacji Japonii występował w latach 1978-1981. W sumie w reprezentacji wystąpił w 7 spotkaniach.

## Statystyki
| Reprezentacja Japonii | Reprezentacja Japonii | Reprezentacja Japonii |
| Rok                   | Mecze                 | Gole                  |
| --------------------- | --------------------- | --------------------- |
| 1978                  | 4                     | 0                     |
| 1979                  | 0                     | 0                     |
| 1980                  | 0                     | 0                     |
| 1981                  | 3                     | 0                     |
| Razem                 | 7                     | 0                     |